# Вежка льодяникова
Вежка льодяникова (Euxinipyrgula lincta), або турикаспія лінкта — вид молюсків з родини Hydrobiidae. Вид має певне значення для господарства як складовий елемент харчового раціону риби та деяких навколоводних птахів. Раніше відносили до роду Turricaspia.
Занесено до Червоної книги України.

## Морфологічні ознаки
Черепашка овально-башнеподібна, струнка, з 8–8,5 помірно здутими обертами, які розділені доволі глибокою сутурою (швом). Висота черепашки перевищує її ширину в 2,7 раза. Останній оберт становить майже половину висоти черепашки. Скульптура складається лише з чітких ліній наростання. Устя овальне, дещо скошене. Висота черепашки більша за висоту устя в 3,5–3,7 рази. Пупок закритий. Висота черепашки — 10-11 мм, ширина — до 4 мм.

## Поширення
Поширений в гирлах великих річок, лиманах і прибережних озерах північно-західного Причорномор'я. Ендемік Азово-Чорноморського басейну. Вид формує постійні популяції невеликої щільності (зазвичай від 2 до 30 особин на 1 м2).

## Особливості біології
Молюски населяють неглибокі ділянки річок, мешкають на щільних ґрунтах (піску, глині та ін.) з помірною кількістю мулу. Максимальна солоність, при якій вид зустрічається в Дніпровсько-Бузькому лимані — 8 ‰.

## Загрози та охорона
До різкого зменшення чисельності або навіть повного знищення виду може призвести замулення та забруднення води, значне падіння рівня води в дельтах річок і лиманах внаслідок зарегулювання і забирання води на господарські потреби.